# Изменчивая воротниковая акула
Изменчивая воротниковая акула (лат. Parascyllium variolatum) — вид рода воротниковых акул одноимённого семейства отряда воббегонгообразных. Обитает в восточной части Индийского океана на глубине до 180 м. Максимальный зарегистрированный размер 91 см. Размножается яйцеживорождением. Не является объектом коммерческого промысла.

## Таксономия
Впервые вид научно описан в 1853 году. Голотип представляет собой самку длиной 38 см, пойманную у берегов Тасмании. Видовой эпитет происходит от слова лат. vario — «разнообразный»
.

## Ареал
Изменчивые воротниковые акулы обитают в восточной части Индийского океана. Они являются эндемиками умеренных вод южного побережья Австралии (Виктория, Тасмания, Западная и Южная Австралия). Эти акулы встречаются вдоль континентального шельфа на глубине от до 180 м.

## Описание
У изменчивых воротниковых акул тонкое удлинённое тело и короткое рыло. Основание первого спинного плавника расположено позади свободного кончика брюшных плавников. Рот расположен перед глазами, имеются узкие назальные борозды, ноздри окружены складками. Щелевидные глаза вытянуты по горизонтали. Позади глаз имеются крошечные брызгальца. Спинные плавники одинакового размера, шипы у их основания отсутствуют. Грудные плавники закруглённые. Анальный плавник меньше второго спинного плавника. Хвостовой плавник асимметричный, у края верхней лопасти имеется вентральная выемка. Нижняя лопасть отсутствует. Вокруг жаберной зоны имеется характерное «ожерелье» представляющего собой множество белых пятен на однотонном тёмном фоне. Тело, хвост и хвостовой плавник покрывают тёмные отметины. Плавники покрыты крупными тёмными пятнами.

## Биология
Изменчивые воротниковые акулы размножаются яйцеживорождением. Эти акулы ведут ночной образ жизни, а днём прячутся в укрытиях.

## Взаимодействие с человеком
Эти акулы не являются объектом коммерческого промысла. В качестве прилова изредка попадают в рыболовные сети. Международный союз охраны природы присвоил этому виду охранный статус «Вызывающий наименьшие опасения».